# David Atlee Phillips
David Atlee Phillips (31 de octubre de 1922–7 de julio de 1988) fue un agente de inteligencia de la Agencia Central de Inteligencia durante 25 años, siendo uno de los pocos que recibió la Medalla de carrera en Inteligencia. Llegó a ser jefe de todas las operaciones de la CIA en el hemisferio occidental. En 1975 fundó la Asociación de Antiguos Oficiales de Inteligencia (AFIO), una asociación de exalumnos que agrupa a funcionarios de inteligencia de todos los servicios.

## Primeros años
Phillips nació en Fort Worth, Texas. Asistió a The College of William and Mary y después a la Texas Christian University. Phillips establieció sus relaciones de inteligencia mientras era prisionero de guerra durante la Segunda Guerra Mundial, en Alemania donde era miembro de un comité de escape, sirviendo hasta su propio escape.

## Carrera en la CIA
Phillips se unió a la CIA como agente de tiempo parcial en 1950 en una permanencia en Chile, donde era dueño además de editor del "The South Pacific Mail", un periódico en idioma inglés que circulaba a través de América del Sur y muchas islas del océano Pacífico. Se convirtió en un operativo a tiempo completo en 1954 ascendiendo desde agente de inteligencia, jefe de estación y finalmente controlando todas la operaciones incluyendo Guatemala, Cuba, México, y República Dominicana en lo que se llamó Acción Ejecutiva. Además manejó Radio Swan desde Honduras.
Phillips trabajó encubierto en La Habana entre 1959-60). Era visto como el "experto" en Fidel Castro. Como resultado, se vio involucrado en la organización de la Invasión de Bahía de Cochinos. Así también fueron el resto del equipo de Operación Éxito: Morales, Robertson, Barnes, Bissell y Hunt. Castro no era Arbenz. Él no se le eliminó, se le hizo más fuerte. Phillips y la CIA no podía creer que la razón de esto fue su mala interpretación propia de la situación en Cuba. En lo que a ellos se refería, la Bahía de Cochinos fracasó por un solo hombre: John F. Kennedy.
Algunos investigadores afirman que Phillips usó el alias "Maurice Bishop" (no confundirlo con el ex primer ministro de Granada, Maurice Bishop). Usaba ese seudónimo mientras trabajaba con Alpha 66, una organización de cubanos anticastristas. el fundador de Alpha 66, Antonio Veciana, declaró que durante una de sus reuniones con el tal "Bishop", Lee Harvey Oswald también estaba en. Algunos investigadores notaron el hecho de que Phillips era el oficial a cargo de la Estación CIA de Ciudad de México cuando Oswald visitó la ciudad. En una declaración en su lecho de muerte en 2007, la figura de Watergate y agente CIA E. Howard Hunt nombró a Phillips como uno de los participantes en el asesinato de John F. Kennedy.
Gaeton Fonzi, investigador del Comité Selecto de la Cámara sobre Asesinatos (HSCA) cree que Phillips era Bishop. En el informe HSCA de 1979, afirma:

"El comité sospecha que Veciana mentía cuando negó que el oficial retirado de la CIA era Bishop. El Comité reconoció que Veciana tenía un interés en renovar sus operaciones anti-castristas que podría haberle llevado a protegera Bishop de la exposición addemas afirmando al comité que él no reconocía Veciana como fundador de Alpha 66, especialmente desde que el oficial había sido profundamente involucrado a la Agencia en las operaciones anti-castristas. Además, un ex agente de la CIA que fue asignado al caso a partir de septiembre de 1960 a noviembre de 1962 en la estación JM / WAVE en Miami dijo al comité que el oficial retirado Phillips había utilizado el alias Maurice Bishop. El comité también entrevistó a un ex asistente del oficial retirado, pero que no podía recordar su antiguo superior La mayor cantidad de los agentes de esa estación han utilizado el nombre o han sido mencionados como Bisshop.
Comité Selecto de la Cámara sobre Asesinatos
"

El informe refutó el testimonio de Veciana acerca de la reunión:

 "Ante la falta de corroboración o confirmación independiente, el Comité no puede, por lo tanto, dar crédito < la historia de Veciana de haberse encontrado con Lee Harvey Oswald."
Comité Selecto de la Cámara sobre Asesinatos
" (Página 137)

## Retiro
Durante la década de 1970 la comunidad de inteligencia fue sacudida por una serie de filtraciones y revelaciones embarazosas. Phillips tomó una temprana jubilación con el fin de responder en público. El exoficial declaró que se sentía que la comunidad de inteligencia debía abtenerse de cometer excesos, pero no podían verse comprometida o destruida. A pesar de que fue duramente atacado en su momento cuando muchas personas llamaron para desmantelar la CIA, Phillips recorrió el mundo hablando a favor de la necesidad de una fuerte comunidad de inteligencia.
Fue subsecuentemente acusado de haber participado en los asesinatos de John F. Kennedy y Orlando Letelier (en ambos era el agente controlador de los acusados Lee Harvey Oswald y Michael Townley). Philips demandó con éxito algunas publicaciones de difamación, por lo cual obtuvo que se retractaran además de obtener una compensación monetaria. Phillips donó esos ingresos a la AFIO con el fin de crear un fondo de defensa jurídica de los agentes de inteligencia estadounidenses que se sentían víctimas de difamación.
Phillips escribió y dio conferencias con frecuencia en asuntos de inteligencia. Fue el autor de cinco libros, entre ellos sus memorias en la CIA titulada The Night Watch. Careers in Secret Operations, una novela de terroristas árabes que intentan dañar monumentos en Washington D. C. , The Terror Brigade,, y una novela de espionaje llamadaThe Great Texas Murder Trials: A Compelling Account of the Sensational T. Cullen Davis Case. (acerca de T. Cullen Davis).

## Últimos años
David Atlee Phillips murió de cáncer el 7 de julio de 1988. Dejó un manuscrito inédito. La novela trata sobre un agente de la CIA que vivió en la Ciudad de México. En la novela el personaje dice: "Yo fui uno de aquellos oficiales que manejaba a Lee Harvey Oswald. Le dimos la misión de matar a Fidel Castro en Cuba. no sé por qué acabó asesinando a Kennedy. Pero yo sé que él utilizó precisamente el plan que habíamos ideado contra Castro. Así, la CIA no planeó el asesinato del presidente, pero era responsable de ella.